# La Valla-en-Gier
La Valla-en-Gier è un comune francese di 957 abitanti situato nel dipartimento della Loira della regione dell'Alvernia-Rodano-Alpi.

## Società

### Evoluzione demografica
Abitanti censiti